# Queen Anne (Maryland)
Queen Anne es un pueblo ubicado en el condado de Talbot en el estado estadounidense de Maryland. En el año 2010 tenía una población de 222 habitantes y una densidad poblacional de 740 personas por km².

## Geografía
Queen Anne se encuentra ubicado en las coordenadas 39°39′44″N 79°24′19″O / 39.66222, -79.40528.

## Demografía
Según la Oficina del Censo en 2000 los ingresos medios por hogar en la localidad eran de $45.000 y los ingresos medios por familia eran $55.417. Los hombres tenían unos ingresos medios de $31.806 frente a los $23.542 para las mujeres. La renta per cápita para la localidad era de $16.016. Alrededor del 4,0% de la población estaba por debajo del umbral de pobreza.